# Дністер (салат)
Дністер — салат з білокачанної шаткованої капусти, підсоленої та злегка прим'ятої, нарізаної напівкопченої ковбаси, консервованого горошку та майонезу.